# Список призерів чемпіонатів України з легкої атлетики (змішані дисципліни)
Цей список включає призерів чемпіонатів України з легкої атлетики в змішаних дисциплінах на стадіоні за всі роки їх проведення. Єдиною такою дисципліною, в якій беруть одночасну участь чоловіки та жінки, є естафетний біг 4×400 метрів.

## 4×400 метрів
| Чемпіонат | Золото                                                                               | Срібло                                                                              | Бронза                                                                               |
| --------- | ------------------------------------------------------------------------------------ | ----------------------------------------------------------------------------------- | ------------------------------------------------------------------------------------ |
| 2018      | Донецька областьКатерина Коваль Наталія Пироженко Олексій Кривошанов Євген Винничук  | Вінницька областьМарія Черкас Інна Ковтун Євген Павлович Олександр Недоснований     | Черкаська областьМаксим Бондаренко Безшийко Тетяна Олена Вакуленко Денис Нечипоренко |
| 2019      | Сумська областьАнастасія Шишняк Євгенія Мучарова Костянтин Ожійов Михайло Тютюнников | Вінницька областьІнна Ковтун Юлія Чехівська Андрій Ковальчук Олександр Недоснований | Житомирська областьМарія Чорна Василь Козій Юлія Сухотська Максим Костічев           |